# Dasylaimus nudus
Dasylaimus nudus är en rundmaskart som beskrevs av Nathan Augustus Cobb 1933. Dasylaimus nudus ingår i släktet Dasylaimus och familjen Chromadoridae. Inga underarter finns listade i Catalogue of Life.